# Peugeot type 502
Le Peugeot type 502 est un modèle de véhicule utilitaire fabriqué par Peugeot de 1913 à 1914.

## Historique
La production a lieu de 1913 à 1914 en 66 exemplaires. Il est produit en trois carrosseries : fourgon de charge utile 800 kg, camion de charge utile 1,5 t et autobus à 10 places.

## Conception
Le type 502  est équipé d'un moteur à essence Peugeot FA à quatre cylindres 80 × 110 mm, permettant une puissance de 12 ou 16 HP.